# Chi Huyết giác
Các nghĩa khác của từ Dracaena, xem bài Dracaena.

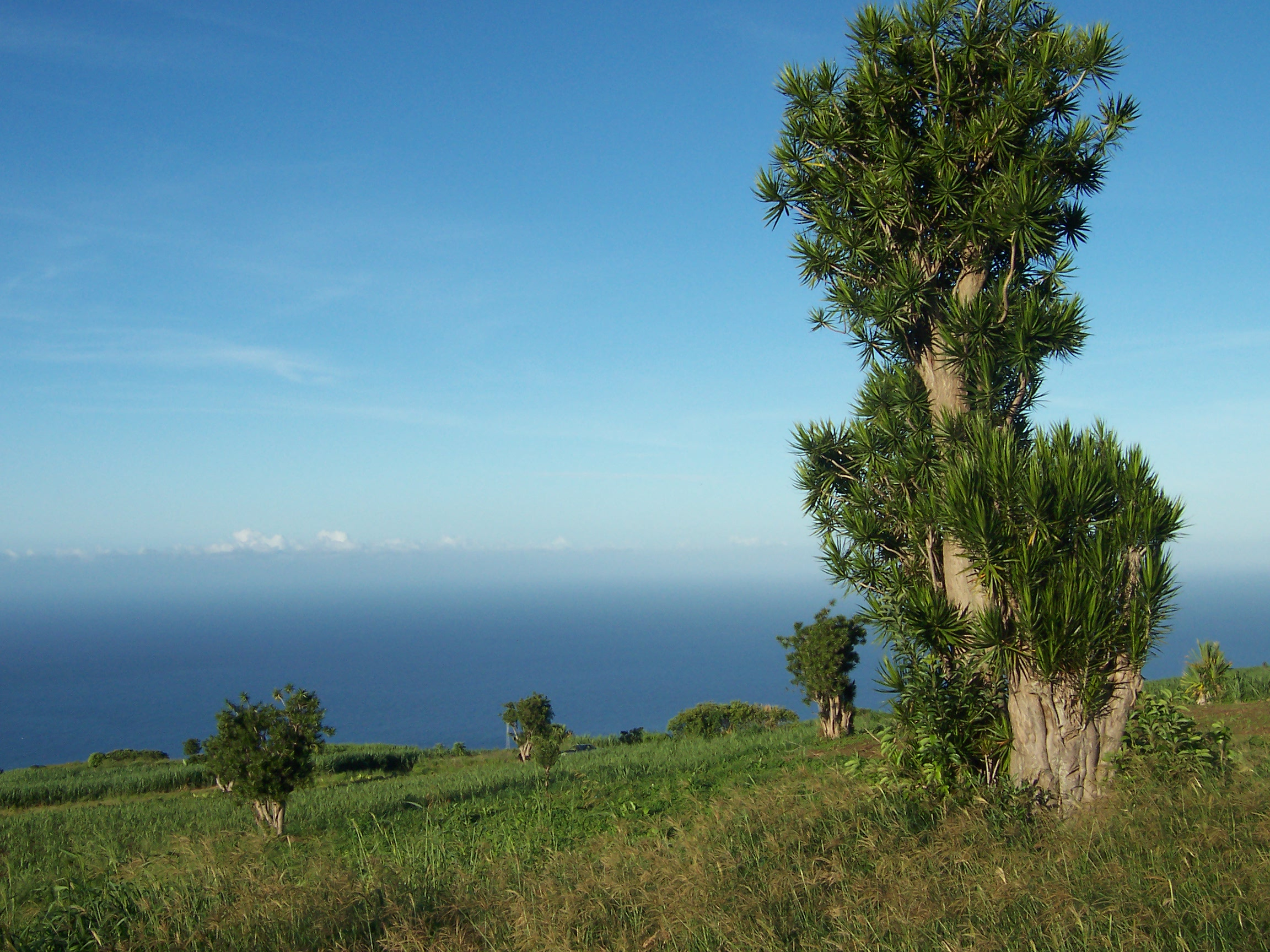
Dracaena reflexa

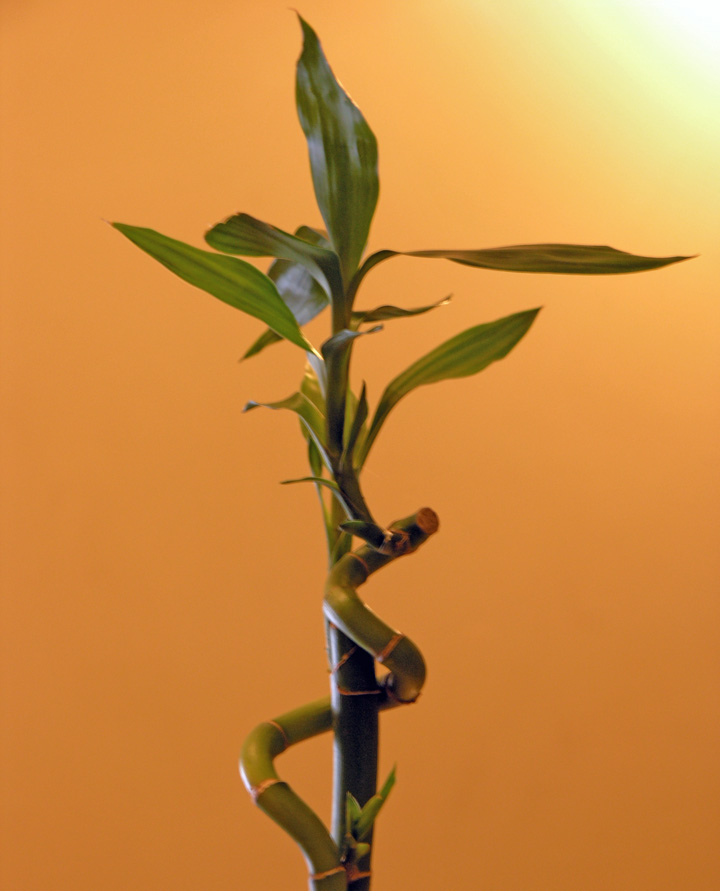
Phất dụ xanh (Phát tài) (Dracaena sanderiana)

Chi Huyết giác (danh pháp khoa học: Dracaena, đồng nghĩa Pleomele, là một chi của khoảng 105 loài cây thân gỗ hoặc cây bụi dạng mọng nước trong họ Asparagaceae. Trước đây nó từng được xếp trong họ Tóc tiên (Ruscaceae) hoặc tách ra cùng chi Huyết dụ (Cordyline) vào họ riêng của chính chúng là Dracaenaceae hay trong họ Thùa (Agavaceae).
Phần lớn các loài có nguồn gốc ở châu Phi và các đảo cận kề, với chỉ một ít loài có tại Nam Á và một loài tại khu vực nhiệt đới Trung Mỹ.
Các loài thuộc chi Dracaena có mô phân sinh thứ cấp dày lên tại thân của chúng. Mô phân sinh thứ cấp của thực vật một lá mầm là khác hoàn toàn với mô phân sinh ở thực vật hai lá mầm và nó được một số tác giả gọi là sự dày dặc Dracaenoid. Đặc trưng này còn được chia sẻ với các loài khác của các họ Agavaceae và Xanthorrhoeaceae có quan hệ họ hàng.

## Một số loài
Các loài trong chi này được chia thành hai nhóm, có lẽ tốt nhất nên được tách ra làm hai chi riêng rẽ:
1. Nhóm các loài có kích thước của cây thân gỗ với thân mập mạp và cứng, lá rộng bản, sinh sống tại các khu vực bán-sa mạc khô cằn.
2. Nhóm các cây bụi nhỏ hơn với thân mảnh dẻ hơn và các lá dạng dải vải mềm dẻo, mọc như là các cây dưới tán trong các rừng mưa (và rất phổ biến để trồng làm cây cảnh.

Nhóm cây gỗ
- Dracaena americana: Long huyết Trung Mỹ
- Dracaena arborea:Long huyết
- Dracaena cinnabari: Long huyết Socotra
- Dracaena draco: Long huyết Canary
- Dracaena ombet: Long huyết Gabal Elba

Nhóm cây bụi
- Dracaena bicolor
- Dracaena cambodiana: Huyết giác Campuchia
- Dracaena cincta
- Dracaena cochinchinensis: Huyết giác, long huyết
- Dracaena concinna
- Dracaena elliptica
- Dracaena fragrans (từ đồng nghĩa Dracaena deremensis): Thiết mộc lan, phát lộc, phất dụ thơm
- Dracaena goldieana
- Dracaena hookeriana
- Dracaena loureiri: Huyết giác
- Dracaena marginata: Long huyết Madagascar
- Dracaena marmorata
- Dracaena phrynioides
- Dracaena reflexa
- Dracaena sanderiana
- Dracaena surculosa
- Dracaena thalioides
- Dracaena umbraculifera

Một vài loài khác trước đây coi thuộc về chi này, hiện nay đã được chuyển sang chi Cordyline.

## Sử dụng
Nhựa màu đỏ tươi, gọi là long huyết được sử dụng làm thuốc nhuộm, đánh véc ni hay sử dụng trong y học. Nó được sản xuất từ Dracaena draco và trong thời kỳ cổ đại là từ Dracaena cinnabari. Một số loài khác như D. deremnsis, D. fragrans, D. godseffiana, D. marginata hay D. sanderiana là các loại cây cảnh.